# Action Replay DSi
Action Replay DSi è uno sblocca codici, ovvero una periferica per modificare parametri all'interno di un videogioco dando vantaggi al giocatore. Fa parte della famiglia di prodotti Action Replay, questa versione è dedicata alla console portatile Nintendo DS.

## Esempi di codici
- Vite, armi, tempo, soldi e munizioni infinite;
- Possibilità di utilizzare immediatamente livelli, armi e personaggi segreti nascosti o bloccati(es.999 Master Ball) ;
- Personaggi esclusivi sbloccabili solo con la cartuccia (es: Pokémon Arceus);
- Trailer, bonus audio o costumi particolari;
- Finali alternativi;
- Accesso a beta quest e oggetti/nemici eliminati in fase di sviluppo;
- Accesso alle debug mode usate dai programmatori.
- Possibilità di giocare un videogioco di diverso formato regionale su una console non modificata.
- Accesso ai contenuti.

## Aggiornamento della scheda
Il prodotto appena acquistato è già pre-caricato con qualche centinaio di codici. Per aggiornarlo con nuovi codici e/o nuovi giochi si collega la scheda ARDS ad un PC (con connessione Internet) usando il cavo USB nella confezione. Usando l'apposito software Action Replay Code Manager (si installa dal CD nella confezione) si possono consultare tutti i codici di tutti i giochi disponibili.
I codici ufficiali sono creati da tecnici della Datel. Di solito vengono caricati sul server e messi a disposizione del pubblico circa 4 giorni dopo l'uscita di un nuovo gioco. Esistono anche programmatori amatoriali che creano i propri codici e li mettono online su server indipendenti.

## Funzioni aggiuntive
A differenza delle versioni precedenti, Action Replay DSi contiene anche uno slot per schede di memoria MicroSD. Permette di gestire i salvataggi dei giochi e di usare homebrew.

## Produzione e distribuzione
Action Replay DSi è un prodotto ideato e sviluppato dal produttore inglese Datel Design & Development Ltd e fa parte della gamma di prodotti complessivamente nota come Action Replay. Action Replay DSi è stato creato specificatamente per essere usato con la console portatile Nintendo DSi, Nintendo DSi XL, Nintendo DS e Nintendo DS Lite.
Action Replay DSi è venduto in tutto il mondo. In Italia è stato lanciato a maggio 2009 dalla società Shardan Srl. Il sito ufficiale per l'Italia è online da giugno 2010 (vedi 'Collegamenti esterni' sotto).

## Compatibilità
Action Replay DSi è l'unico Action Replay compatibile con tutte le versioni della console Nintendo DS: Nintendo DSi, Nintendo DSi XL, Nintendo DS e Nintendo DS Lite.